# Chrysoxena auriferana
Chrysoxena auriferana är en fjärilsart som beskrevs av August Busck 1911. Chrysoxena auriferana ingår i släktet Chrysoxena och familjen vecklare. Inga underarter finns listade i Catalogue of Life.